# Керр, Майкл, 13-й маркиз Лотиан
Майкл Эндрю Фостер Джуд Керр, 13-й маркиз Лотиан, барон Керр из Монтевиота, также известный как Майкл Анкрам (англ. Michael Andrew Foster Jude Kerr, 13th Marquess of Lothian, Baron Kerr of Monteviot; 7 июля 1945, Лондон — 1 октября 2024) — британский дворянин и политик, имеющий как наследственные, так и пожизненные титулы пэра. Ранее носил титул учтивости граф Анкрам, пока не унаследовал титул маркиза в 2004 году. Член консервативной партии, он был членом парламента (MP) последовательно от Берика и Восточного Лотиана, Южного Эдинбурга и Девизеса. Входил в министерства Маргарет Тэтчер и Джона Мейджора, а затем — в Теневой кабинет (1997—2005), в последнее время как заместитель лидера Консервативной партии под руководством Иэна Дункана Смита и Майкла Говарда.

## Ранняя жизнь и карьера
Родился 7 июля 1945 года в Лондоне. Старший сын и второй ребёнок Питера Керра, 12-го маркиза Лотиана (1922—2004), и его жены Лорис Антонеллы Томазы Ньюланд (1922—2007). Он получил образование в римско-католической независимой школе Амплфорт-колледж в Северном Йоркшире. Он окончил со степенью бакалавра искусств от истории в Крайст-Черче, Оксфорд в 1966 году, впоследствии был преобразован в магистра искусств. Во время учебы в Оксфорде он был членом Буллингдон-клуба. В 1968 году он получил степень бакалавра с отличием в Эдинбургском университете. Он был призван в факльтет адвокатов в 1970 году и практиковал в качестве адвоката .

## Политическая карьера

### Член парламента
Майкл Анкрам безуспешно боролся за место в парламенте от Западного Лотиана в 1970 году. Впервые он был избран в парламент на всеобщих выборах в феврале 1974 года, когда он боролся и выиграл место в Бервикшире и Восточном Лотиане, но потерял это место на выборах в октябре того же года. Потеряв свое место, он снова занялся юридической практикой.
Майкл Анкрам вновь вошёл в парламент на выборах 1979 года в качестве члена парламента от Южного Эдинбурга, победив будущего премьер-министра Гордона Брауна. Он был членом Комитета Палаты общин по энергетике в период с 1979 по 1983 год, а также председателем Шотландской консервативной и юнионистской партии с 1980 по 1983 год. С 1983 по 1987 год он был парламентским заместителем министра по делам Шотландии, отвечая за внутренние дела, жилищное строительство, местное самоуправление, жилищную реформу и окружающую среду. Он снова потерял свое место на всеобщих выборах 1987 года, будучи одним из нескольких видных консерваторов потерпел поражение в Шотландии в этом соревновании.
Потеряв своё место в 1987 году, Анкрам вернулся в парламент на всеобщих выборах 1992 года, представляя Девизес. Он был членом Комитета по государственным счетам и председателем Комитета по конституционным вопросам с 1992 по май 1993 года, когда он был назначен парламентским заместителем министра по делам Северной Ирландии. В январе 1994 года он был назначен государственным министром в министерстве по делам Северной Ирландии, а в январе 1996 года был приведен к присяге в качестве тайного советника.

### Теневой кабинет и неудачная заявка на лидерство
После поражения консерваторов на выборах 1997 года Майкл Анкрам работал в теневом кабинете в качестве представителя по теневым конституционным вопросам с июня 1997 по июнь 1998 года. Затем он занимал пост председателя Консервативной партии с декабря 1998 по сентябрь 2001 года.
В 2001 году он баллотировался против Иэна Дункана Смита, Майкла Портилло, Кеннета Кларка и Дэвида Дэвиса на выборах в руководство партии. В первом опросе депутатов-консерваторов он и Дэвид Дэвис заняли последнее место, что привело к повторному баллотированию, в котором Майкл Анкрам занял последнее место. Он был устранен, и Дэвис удалился. Оба поддержали Айена Дункана Смита, который продолжил побеждать, победив Кларка в окончательном голосовании членов партии. Дункан Смит сделал Анкрама заместителем лидера Консервативной партии и теневым государственным секретарем по иностранным делам и делам Содружества в сентябре 2001 года. Он остался на этом посту после того, как Майкл Говард занял его в 2003 году.
В ходе перестановок после выборов 2005 года Майкл Анкрам был переведён в должность теневого министра обороны, но остался заместителем руководителя. Он вышел из Теневого кабинета министров в декабре 2005 года после избрания Дэвида Кэмерона лидером Консервативной партии. В январе 2006 года он был назначен в Комитет по разведке и безопасности, заменив Джеймса Арбутнота.

### Последние годы
Майкл Анкрам был одним из подписантов-основателей в 2005 году принципов общества Генри Джексона, выступая за активный подход к распространению либеральной демократии по всему миру, в том числе, когда это необходимо, путем военного вмешательства. 21 апреля 2006 года он стал одним из первых высокопоставленных депутатов-консерваторов, призвавших британские войска вывести свои войска из Ирака, заявив, что он фактически находится в состоянии гражданской войны и что «Настало время для нас выйти из Ирака с достоинством и честью, пока мы еще можем».
В 2006 году Майкл Анкрам создал Глобальный стратегический форум, двухпартийный аналитический центр по иностранным делам, базирующийся в Лондоне.
С 2008 по 2013 год граф Анкрам был председателем форума по внешней политике Ле Серкля.
Анкрам является членом-основателем Группы парламентариев Великобритании высшего уровня по многостороннему ядерному разоружению и нераспространению, созданной в октябре 2009 года.
11 августа 2009 года Майкл Анкрам объявил, что он должен был уйти с поста депутата от округа Девизес на всеобщих выборах 2010 года из-за проблем с сердцем. Он ушёл в отставку, когда парламент был распущен 12 апреля 2010 года; его преемником в качестве члена Консервативной партии от избирательного округа Девизес была Клэр Перри.

### Смерть
Умер от непродолжительной болезни 1 октября 2024 года в возрасте 79 лет.

## Личная жизнь
7 июня 1975 года Майкл Анкрам женился на леди Джейн Фицалан-Говард (род. 24 января 1945), четвёртой дочери Бернарда Мармадюка Фицалана-Говарда, 16-го герцога Норфолка, которая 7 апреля 2017 года стала 16-й леди Харрис из Терреглса. Они оба известные католики. Она является покровительницей фонда «Право на жизнь», а также покровительницей Королевского Каледонского бала. У пары три дочери и двое внуков:
- Сара Маргарет Керр (13 июня 1976, родилась и умерла в один день)
- Леди Клэр Тереза Керр (род. 25 января 1979), вышла замуж за достопочтенного Ника Херда, сына бывшего министра кабинета Хёрда Дугласа, лорда Херда из Уэствелла в августе 2010 года. Леди Клэр — наследница предполагаемого титула своей матери. У них двое детей:
  - Лейла Роуз Херд (род. 17 мая 2012)
  - Каспар Джейми Херд (род. 30 сентября 2014)
- Леди Мэри Керр (род. 28 мая 1981). Она вышла замуж за Закари Адлера 28 мая 2016 года.

Младшая сестра Анкрама, леди Сесил Камерон (род. 1948), жена Дональда Камерона из Лохиила (род. 1946), главы клана Камерон. Другая сестра, бывшая леди Клэр Керр (род. 1951), в настоящее время вдовствующая графиня Юстон и мать 12-го герцога Графтона Графтона.
Майкл Анкрам является страстным поклонником музыки кантри и часто играл на акустической гитаре на конференциях Консервативной партии . Он является кавалером ордена Святого Иоанна и ордена Святого Лазаря; он также стал свободным гражданином Гибралтара в 2010 году .
Он был назначен заместителем лейтенанта в Роксбурге, Эттрике и Лодердейле в 1990 году. В 1996 году он стал королевским адвокатом (QC).
Член Палаты лордов с 2010 года, он и маркиз Чамли (который в настоящее время находится в отпуске) являются единственными маркизами в Палате лордов. Анкрам — наследственный вождь шотландского клана Керр.

## Имя и титулы
Хотя его фамилия Керр, Майкл Анкрам с рождения был известен под почетным титулом графа Анкрама как старший сын и вероятный наследник 12-го маркиза Лотиана. Говорят, что он отказался от использования этого титула в пользу простого мистера Майкла Анкрама после того, как стал адвокатом, предположительно, потому, что он полагал, что это могло бы сбить с толку присяжных, если бы какой-либо судья обратился к нему «Милорд».
Анкрам известен многим своим друзьям как Крамб, прозвище, приписываемое вечеринке в шестидесятых годах, на которой по прибытии Майкл Анкрам представился как «лорд Анкрам» и был должным образом объявлен «мистером Норманом Крамбом».
Майкл Анкрам стал маркизом Лотианом после смерти своего отца в октябре 2004 года, но не использовал этот титул в общественной жизни, все еще будучи депутатом парламента (хотя, по сути, он должен был перестать именоваться титулом графа Анкрама в качестве титула учтивости). Акт о Палате лордов 1999 года означал, что при вступлении в пэры он не был лишен права заседать в Палате общин, поскольку наследственные пэры больше не имеют автоматического права заседать в Палате лордов. Помимо ирландского пэра, он был, после виконта Терсо и виконта Хейлшема, третий человек, заседавший в Палате общин Великобритании, одновременно являясь наследственным пэром.
Майкл Анкрам получил пожизненное пэрство 22 ноября 2010 года как Барон Керр из Монтевиота из Монтевиот-хауса в Роксбургшире , и был введен в Палату лордов в тот же день. По обычаю, он упоминается под своим старшим титулом — маркиз Лотиан в течение всей парламентской деятельности и в других официальных материалах, таких как Хансард.
Поскольку титулы семьи Керр не могут передаваться по женской линии, предполагаемым наследником его наследственных титулов является его младший брат лорд Ральф Керр (род. 1957). Его старшая дочь Клэр Тереза Хёрд — наследница своей матери, леди Харриес из Терреглса. Анкрам также является одним из пяти сонаследников баронства Батлер, угасшего с 1905 года. Хотя он является самым младшим наследником по первородству, он имеет самые сильные права, поскольку другие наследники имеют меньшую долю этого титула. После его смерти, если предположить, что баронство Батлер не будет отозвано из-за бездействия, его доля будет разделена между двумя его дочерьми.

## Титулатура
- 13-й маркиз Лотиан (с 11 октября 2004)
- 14-й граф Лотиан (с 11 октября 2004)
- 13-й граф Анкрам (с 11 октября 2004)
- 15-й граф Анкрам (с 11 октября 2004)
- 13-й виконт Бриен (с 11 октября 2004)
- 8-й барон Керр из Кершо, Роксбургшир (с 11 октября 2004)
- 14-й лорд Кер из Ньюбаттла (с 11 октября 2004)
- 13-й лорд Керр из Ньюбаттла, Окснэма, Джедбурга, Долфинстоуна и Нисбета (с 11 октября 2004)
- 15-й лорд Керр из Нисбета, Лангньютоуна и Долфинстоуна (с 11 октября 2004)
- 16-й лорд Джедбург (с 11 октября 2004)
- лорд Керр из Монтевиота из Монтевиота в Роксбургшире (с 22 ноября 2010).